# Академічне веслування на літніх Олімпійських іграх 2012 — парні четвірки (чоловіки)
Змагання з академічного веслування серед парних четвірок у чоловіків на Олімпійських іграх 2012 проходили з 28 липня до 3 серпня.
У змаганнях брали участь 13 екіпажів з різних країн.

## Медалісти
| Золото                                                            | Срібло                                                                 | Бронза                                                                     |
| Німеччина (GER) Тім Громанн Карл Шульце Лауріц Шооф Філліпп Венде | Хорватія (CRO) Дамір Мартін Давид Шайн Мартін Сінкович Валент Сінкович | Австралія (AUS) Карстен Форстерлінг Джеймс Макрей Кріс Морган Деніел Нунан |

## Розклад змагань
Усі запливи розпочинались за британським літнім часом
| Дата                      | Час   | Раунд             |
| ------------------------- | ----- | ----------------- |
| Субота, 28 липня, 2012    | 11:30 | Відбірковий раунд |
| Понеділок, 30 липня, 2012 | 10:00 | Втішні заїзди     |
| Среда, 1 серпня, 2012     | 10:40 | Півфінали         |
| П'ятниця, 3 серпня, 2012  | 11:30 | Фінали            |

## Змагання

### Відбірковий раунд
Перші три екіпажі з кожного заїзду безпосередньо проходять до півфіналу змагань. Всі інші спортсмени потрапляють у втішні заїзди.
| Місце | Спортсмен                            | Країна  | Час     | Примітки      |
| ----- | ------------------------------------ | ------- | ------- | ------------- |
| 1     | Рябцев, Свірін, Моргачов, Федоровцев | Росія   | 5:42.26 | Півфінали     |
| 2     | Ямса, Рая, Ендрексон, Таймсоо        | Естонія | 5:42.87 | Півфінали     |
| 3     | Шабане, Андродіас, Пельтьє, Арді     | Франція | 5:44.25 | Півфінали     |
| 4     | П'єрмаріні, Осборн, Грейвз, Хові     | США     | 5:50.25 | Втішний заїзд |
| 5     | Стефаніні, Фоссі, Фраттіні, Райнері  | Італія  | 6:08.99 | Втішний заїзд |

| Місце | Спортсмен                                 | Країна        | Час     | Примітки      |
| ----- | ----------------------------------------- | ------------- | ------- | ------------- |
| 1     | Шайн, Сінкович, Мартін, Сінкович          | Хорватія      | 5:39.08 | Півфінали     |
| 2     | Васєлєвський, Колбович, Єлінський, Король | Польща        | 5:40.56 | Півфінали     |
| 3     | Морган, Форстерлінг, Макрей, Нунан        | Австралія     | 5:41.56 | Півфінали     |
| 4     | Сторі, Армс, Тротт, Менсон                | Нова Зеландія | 5:41.62 | Втішний заїзд |

| Місце | Спортсмен                              | Країна          | Час     | Примітки      |
| ----- | -------------------------------------- | --------------- | ------- | ------------- |
| 1     | Шульце, Венде, Шооф, Громанн           | Німеччина       | 5:39.69 | Півфінали     |
| 2     | Роуботам, Кузінс, Солсбері, Веллс      | Велика Британія | 5:41.75 | Півфінали     |
| 3     | Павловський, Зайцев, Гринь, Довгодько  | Україна         | 5:43.46 | Півфінали     |
| 4     | Штофер, Штальберг, Вонарбюр, Майллефер | Швейцарія       | 5:45.13 | Втішний заїзд |

### Втішний заїзд
У півфінал проходить три екіпажі.
| Місце | Спортсмен                              | Країна        | Час     | Примітки  |
| ----- | -------------------------------------- | ------------- | ------- | --------- |
| 1     | Сторі, Армс, Тротт, Менсон             | Нова Зеландія | 5:43.82 | Півфінали |
| 2     | Стефаніні, Фоссі, Фраттіні, Райнері    | Італія        | 5:44.57 | Півфінали |
| 3     | Штофер, Штальберг, Вонарбюр, Майллефер | Швейцарія     | 5:44.90 | Півфінали |
| 4     | П'єрмаріні, Осборн, Грейвз, Хові       | США           | 5:45.62 |           |

### Півфінали

#### Півфінал 1
Перші три спортсмени з кожного заїзду проходять у фінал A, інші потрапляють у фінал B.
| Місце | Спортсмен                              | Країна          | Час     | Примітки |
| ----- | -------------------------------------- | --------------- | ------- | -------- |
| 1     | Шайн, Сінкович, Мартін, Сінкович       | Хорватія        | 6:03.39 | Фінал A  |
| 2     | Морган, Форстерлінг, Макрей, Нунан     | Австралія       | 6:05.45 | Фінал A  |
| 3     | Роуботам, Кузінс, Солсбері, Веллс      | Велика Британія | 6:05.71 | Фінал A  |
| 4     | Сторі, Армс, Тротт, Менсон             | Нова Зеландія   | 6:10.95 | Фінал B  |
| 5     | Рябцев, Свірін, Моргачов, Федоровцев   | Росія           | 6:13.61 | Фінал B  |
| 6     | Штофер, Штальберг, Вонарбюр, Майллефер | Швейцарія       | 6:19.64 | Фінал B  |

#### Півфінал 2
| Місце | Спортсмен                                 | Країна    | Час     | Примітки |
| ----- | ----------------------------------------- | --------- | ------- | -------- |
| 1     | Шульце, Венде, Шооф, Громанн              | Німеччина | 6:05.85 | Фінал A  |
| 2     | Ямса, Рая, Ендрексон, Таймсоо             | Естонія   | 6:07.85 | Фінал A  |
| 3     | Васєлєвський, Колбович, Єлінський, Король | Польща    | 6:10.75 | Фінал A  |
| 4     | Шабане, Андродіас, Пельтьє, Арді          | Франція   | 6:12.81 | Фінал B  |
| 5     | Павловський, Зайцев, Гринь, Довгодько     | Україна   | 6:16.23 | Фінал B  |
| 6     | Стефаніні, Фоссі, Фраттіні, Райнері       | Італія    | 6:18.96 | Фінал B  |

### Фінали

#### Фінал B
| Місце | Спортсмен                              | Країна        | Час     | Примітки |
| ----- | -------------------------------------- | ------------- | ------- | -------- |
| 1     | Сторі, Армс, Тротт, Менсон             | Нова Зеландія | 5:58.88 |          |
| 2     | Рябцев, Свірін, Моргачов, Федоровцев   | Росія         | 5:59.17 |          |
| 3     | Павловський, Зайцев, Гринь, Довгодько  | Україна       | 6:01.23 |          |
| 4     | Шабане, Андродіас, Пельтьє, Арді       | Франція       | 6:02.12 |          |
| 5     | Стефаніні, Фоссі, Фраттіні, Райнері    | Італія        | 6:02.57 |          |
| 6     | Штофер, Штальберг, Вонарбюр, Майллефер | Швейцарія     | 6:04.37 |          |

#### Фінал A
| Місце | Спортсмен                                 | Країна          | Час     | Примітки |
| ----- | ----------------------------------------- | --------------- | ------- | -------- |
| 1     | Шульце, Венде, Шооф, Громанн              | Німеччина       | 5:42.48 |          |
| 2     | Шайн, Сінкович, Мартін, Сінкович          | Хорватія        | 5:44.78 |          |
| 3     | Морган, Форстерлінг, Макрей, Нунан        | Австралія       | 5:45.22 |          |
| 4     | Ямса, Рая, Ендрексон, Таймсоо             | Естонія         | 5:46.96 |          |
| 5     | Роуботам, Кузінс, Солсбері, Веллс         | Велика Британія | 5:49.19 |          |
| 6     | Васєлєвський, Колбович, Єлінський, Король | Польща          | 5:51.74 |          |